# Nullemont
Nullemont é uma comuna francesa na região administrativa da Normandia, no departamento de Sena Marítimo. Estende-se por uma área de 5,74 km². Em 2010 a comuna tinha 134 habitantes (densidade: 23,3 hab./km²).